# Памятник Пушкину (Чернигов)

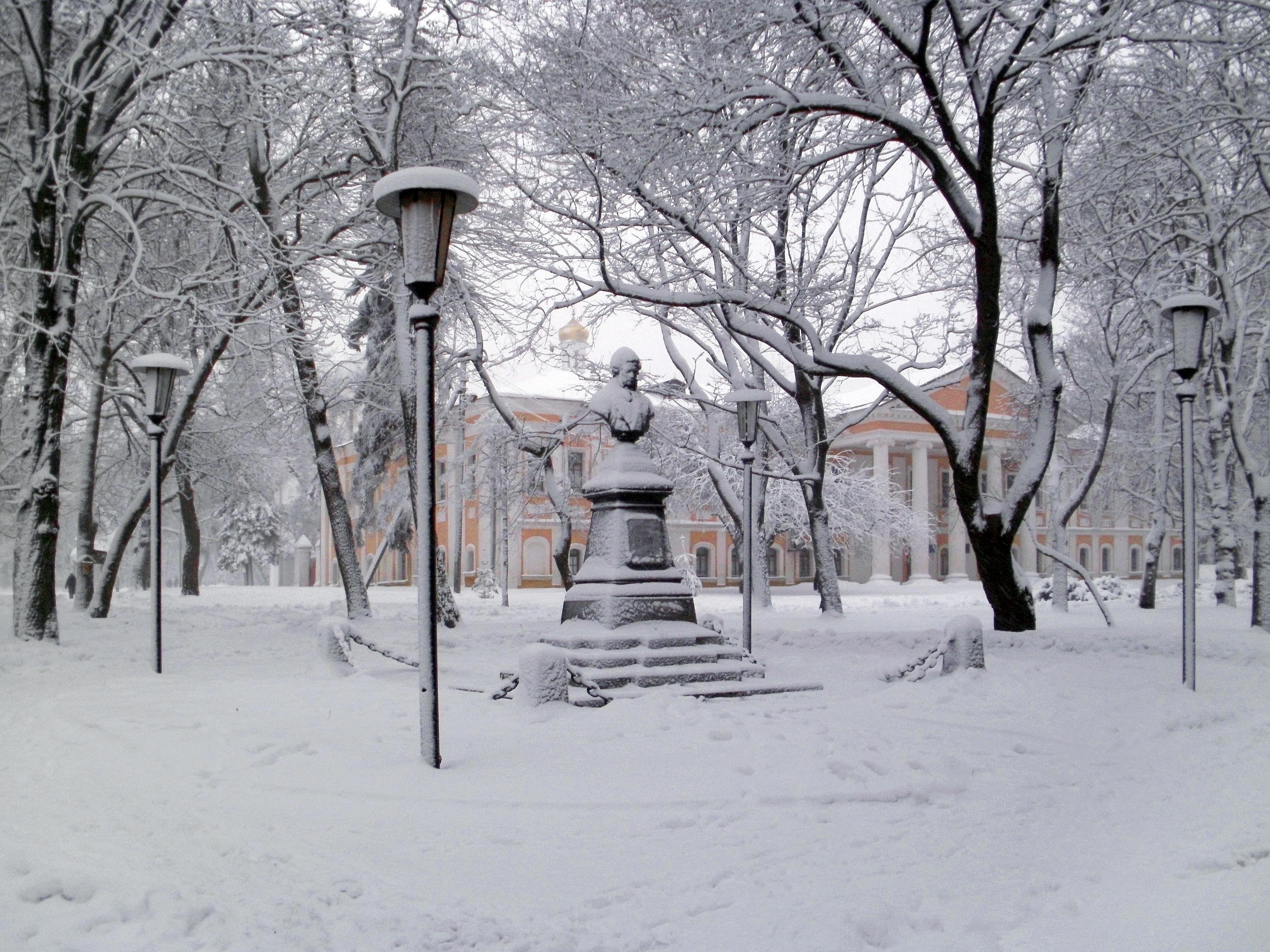
Памятник зимой (справа бывший дом архиепископа)

Па́мятник Алекса́ндру Серге́евичу Пу́шкину в городе Чернигове (укр. Па́м‘ятник Олекса́ндру Сергі́йовичу Пу́шкіну в м. Черні́гів) — памятник монументального искусства местного значения в Чернигове. 30 апреля 2022 года памятник был демонтирован и передан в исторический музей.

## История
Решением исполкома Черниговского областного совета народных депутатов от 31.05.1971 № 286 присвоен статус памятник монументального искусства местного значения с охранным № 67 под названием Памятник А. С. Пушкину — русскому поэту. Расположен на территории историко-архитектурного заповедника Чернигов древний.
Приказом Главного управления культуры туризма и охраны культурного наследия Черниговской областной государственной администрации от 07.06.2019 № 223 для памятника используется название Памятник А. Пушкину.
30 апреля 2022 года силами 119-й бригады территориальной обороны Чернигова бюст был демонтирован и передан в исторический музей, согласно сообщению Черниговского отделения Национальной общественной телерадиокомпании Украины. Ранее участниками 119-й бригады был снесён памятник Зое Космодемьянской (возле дома № 33 улицы Попудренко).

## Описание
Скульптор К. Берто, художник Г. Коваленко. Памятник открыт 25 сентября [8 октября] 1900 года к столетию со дня рождения великого русского поэта на средства, собранные жителями города. Памятник представляет собой бронзовый бюст поэта, изготовленный в мастерской художественной бронзы К. Берто, установленный на постаменте из чёрного мрамора и гранита (который спроектировал местный литератор и художник Г. А. Коваленко) в Пушкинском сквере, заложенном ещё в 1884 году перед зданием областного архива. Событие освещалось в прессе: 

25 сентября состоялось в Чернигове на площади присутственных мест открытие и освящение памятника великому национальному поэту Александру Сергеевичу Пушкину. К двум часам дня в сквере на названной площади собрались представители всех ведомств и учреждений, персонал учащих и учащиеся всех учебных заведений Чернигова.
Вокруг сквера стояли большие толпы публики. Было много и приезжих из уездов. К тому же времени прибыли 3 роты 167-го пехотного Острожского полка с хором военной музыки и весь состав ратников ополчения, отбывающих учебный сбор. Все они были построены шпалерами возле сквера, в котором проходило совещание.
Мысль об устройстве памятника поэту возникла во время всероссийских торжеств чествования памяти А. С. Пушкина в 100-летнюю годовщину рождения великого поэта 6 июня 1899 г. Место для установки памятника было отведено на безымянной площади против мужской и женской гимназий.

Дума 12 мая 1899 г., отводя место, постановила наименовать площадь и сквер Пушкинским— Газета «Черниговские губернские ведомости» за 3 октября 1900 г.
Впервые Александр Сергеевич Пушкин побывал в Чернигове в мае 1820 года по дороге из Петербурга на юг. В августе 1824 года он снова посетил Чернигов (также проездом) — на этот раз из одесской ссылки в Михайловское. Оба раза поэт останавливался в гостинице «Царьград», расположенной на перекрёстке улиц Шоссейной и Воздвиженской (теперь — проспект Мира и улица Князя Чёрного).

## Похищение памятника
31 декабря 2017 года бронзовый бюст Александра Пушкина был похищен неизвестными, после чего правоохранители начали расследование. 4 января 2018 года появилась информация о том, что в результате следственно-оперативных действий скульптура найдена.
21 августа 2018 года памятник восстановлен. Вместе с ним восстановлен и памятник Михаилу Коцюбинскому, который также был похищен с его могилы 18 декабря 2017 года.
|                                               |  |
| Постамент похищенного памятника, 12 июля 2018 |  |